# Theerthagiriyampattu
Theerthagiriyampattu es una ciudad censal situada en el distrito de Tiruvallur en el estado de Tamil Nadu (India). Su población es de 5412 habitantes (2011). Se encuentra a 33 km de Tiruvallur y a 18 km de Chennai.

## Demografía
Según el censo de 2011 la población de Theerthagiriyampattu era de 5412 habitantes, de los cuales 2722 eran hombres y 2690 eran mujeres. Theerthagiriyampattu tiene una tasa media de alfabetización del 84,86%, superior a la media estatal del 80,09%: la alfabetización masculina es del 89,95%, y la alfabetización femenina del 79,77%.